# Epicratinus
Epicratinus là một chi nhện trong họ Zodariidae.

## Các loài
Các loài trong chi này gồm:
- Epicratinus amazonicus Jocqué & Baert, 2005 *
- Epicratinus petropolitanus (Mello-Leitão, 1922)
- Epicratinus pugionifer Jocqué & Baert, 2005
- Epicratinus takutu Jocqué & Baert, 2005